# Лепёшкин, Владимир Александрович
Владимир Александрович Лепёшкин (род. 5 марта 1927 Пачелма, Пензенской области) — советский и белорусский партийный деятель, секретарь ЦК Коммунистической партии Беларуси (1983—1990).

## Биография
Окончил Куйбышевский авиационный институт (1951).
В 1951—1955 годах работал в авиаремонтных мастерских в Архангельске. С 1956 года — начальник гражданской авиабазы в Минске. С 1956 года работал на Минском тракторном заводе. С 1963 г. — заведующий отделом Минского обкома КПБ, с 1966 г. — секретарь, второй секретарь Минского горкома КПБ. С 1974 года — первый секретарь Минского горкома Коммунистической партии Белоруссии, с 1979 года — заместитель заведующего отделом административных органов ЦК КПСС, с 1983 по 1990 год — секретарь ЦК Коммунистической партии Белоруссии.
Кандидат в члены ЦК Коммунистической партии Белоруссии (1971—1976), член ЦК Коммунистической партии Белоруссии (1976—1987). Депутат Верховного Совета СССР (1974—1978).